# Оёдо (река)
Оёдо (яп. 大淀川 о:ёдогава) — река в Японии на острове Кюсю. Протекает по территории префектур Кагосима, Миядзаки.
Исток Оёдо находится под горой Накатаке, на территории города Соо. Река течёт на север через туфовые породы впадины Мияконодзё (яп. 都城盆地), где в неё впадает множество притоков, берущих начало у вулканического массива Кирисима, потом поворачивает на северо-восток. Ниже Такаоки она течёт по равнине Миядзаки и, после слияния с рекой Хондзё, впадает в море Хюга-Нада в городе Миядзаки.
Длина реки составляет 107 км, на территории её бассейна (2230 км²) проживает около 603018 человек. Согласно японской классификации, Оёдо является рекой первого класса.
В верховьях река протекает через песчаник и глинистый сланец, в низовьях распространены песчаник и аргиллит.
Исследование 2010 года показало, что уровень содержания энтерококков в реке (435±25,7 КОЕ/100 мл) превышает допустимые нормы, речная вода загрязняет близлежащие пляжи.